# (25781) Rajendra
(25781) Rajendra est un astéroïde de la ceinture principale d'astéroïdes.

## Description
(25781) Rajendra est un astéroïde de la ceinture principale d'astéroïdes. Il fut découvert le 3 février 2000 à Socorro (Nouveau-Mexique) par le projet LINEAR. Il présente une orbite caractérisée par un demi-grand axe de 2,67 UA, une excentricité de 0,15 et une inclinaison de 4,4° par rapport à l'écliptique.

## Compléments